# Astragalus cyri
Astragalus cyri es una especie de planta del género Astragalus, de la familia de las leguminosas, orden Fabales.

## Distribución
Astragalus cyri se distribuye por Georgia.

## Taxonomía
Fue descrita científicamente por Fomin.